# 喬納森克里克鎮區 (北卡羅萊納州海伍德縣)
喬納森克里克鎮區（英語：Jonathan Creek Township）是位於美國北卡羅萊納州海伍德縣的一個鎮區。

## 地方資料
喬納森克里克鎮區的面積為61.64平方千米，皆為陸地。根據2020年美國人口普查的數據，當地共有人口3577人，而人口密度為每平方千米58.03人。